# Aulacus aroueti
Aulacus aroueti är en stekelart som först beskrevs av Girault 1926.  Aulacus aroueti ingår i släktet Aulacus och familjen vedlarvsteklar. Inga underarter finns listade.